# مارشال فوربس
مارشال فوربس (بالإنجليزية: Marshall Forbes)‏ (6 نوفمبر 1980 في المملكة المتحدة - ) هو لاعب كرة قدم بريطاني في مركز الهجوم. شارك مع منتخب جزر كايمان لكرة القدم. أما مع النوادي، فقد لعب مع Latinos FC ‏ وLindsey Wilson Blue Raiders men's soccer ‏.

## وصلات خارجية
- مارشال فوربس على موقع الاتحاد الدولي (مؤرشف)  (الإنجليزية)
- مارشال فوربس على موقع قاعدة بيانات كرة القدم.إي يو (الإنجليزية)
- مارشال فوربس على موقع ناشيونال فوتبول تيمز (الإنجليزية)
- مارشال فوربس على موقع Soccerway.com (الإنجليزية)